# Mopar
Mopar o Motor Parts es un distribuidor autorizado de autopartes, servicios pre y postventa de coches, propiedad de Stellantis. MOPAR a su vez diseña, produce diseños y partes y además fabrica en números limitados vehículos de las marcas del grupo personalizados y/o mejorados sobre una versión de serie del mismo modelo. El acrónimo se origina en la mezcla de las iniciales de las palabras en inglés de MOtor y PARts.

## Historia
Este término sería usado por Chrysler principalmente desde los años 20, siendo introducido como una marca independiente desde 1937. La firma MOPAR luego se fundó como un fabricante de partes de fábrica original para los coches de las marcas del grupo Chrysler. En Canadá, dichas partes eran vendidas bajo los nombres Chryco o AutoPar hasta que la marca MOPAR fuera introducida al mercado automotor de dicha nación hacia finales de  1970.
El término "Mopar" ha pasado a ser usado ampliamente entre los fanáticos y entusiastas de los coches del fabricante Chrysler como una referencia ambigua de los coches producidos por las filiales de Chrysler Group LLC. Este término ha sido incluso incorporado para designar a los vehículos fabricados por cualquiera de las plantas de la Chrysler en las marcas Dodge, Chrysler, Plymouth, Imperial Hornet, o DeSoto, más las recientes adquisiciones como las marcas Jeep, y para los modelos producidos sobre la base de las plataformas de Chrysler pero remarcados como Fiat para los mercados europeos, y en algunos de los casos para los coches de la marca Eagle, que fuera la última marca en ser adquirida por la Chrysler en 1987, tras la absorción del conglomerado AMC.

## Hoy en día
En tiempos recientes, además de ofrecer líneas de refacciones y accesorios originales para todas las líneas de vehículos del Conglomerado FCA. también creó nuevos conceptos en cuanto a equipamiento y personalización de automóviles al crear autopartes destinadas al mercado de alto desempeño y personalización para todo tipo de vehículos esto al inaugurar en 2004 la primera "Mopar SpeedShop" en Florida. Estas mismas están enfocadas a ser además de refaccionarias y centros de atención posventa, también están enfocadas en los clientes asiduos al Tuning y la personalización de sus vehículos.
En este caso se ofrecen distintas partes para aumentar el desempeño de los motores(Chips, Mejoras de motor, autopartes de aluminio, Turbocargadores, Medidores de presión de aceite, Tacómetros entre otros accesorios)o la apariencia de los vehículos (Alerones, Defensas deportivas, Estribos, Body-Kits entre otras) así como opciones para propietarios de camionetas y vehículos off-road(Suspensiones de Alto Recorrido, Amortiguadores especiales, Rines y Llantas especiales entre otras cosas)todo con garantía y respaldo total de fábrica y bajo la asesoría de las marcas del conglomerado.
así también se ofrecen accesorios de confort como sistemas de actualización para colocar nuevas generaciones con "Info-tenimiento" compatibilidad para Ipod, insertos de tablero entre otras opciones para los propietarios de las marcas Chrysler, Dodge, Ram, Jeep, Alfa Romeo y Fiat.

## Patrocinios

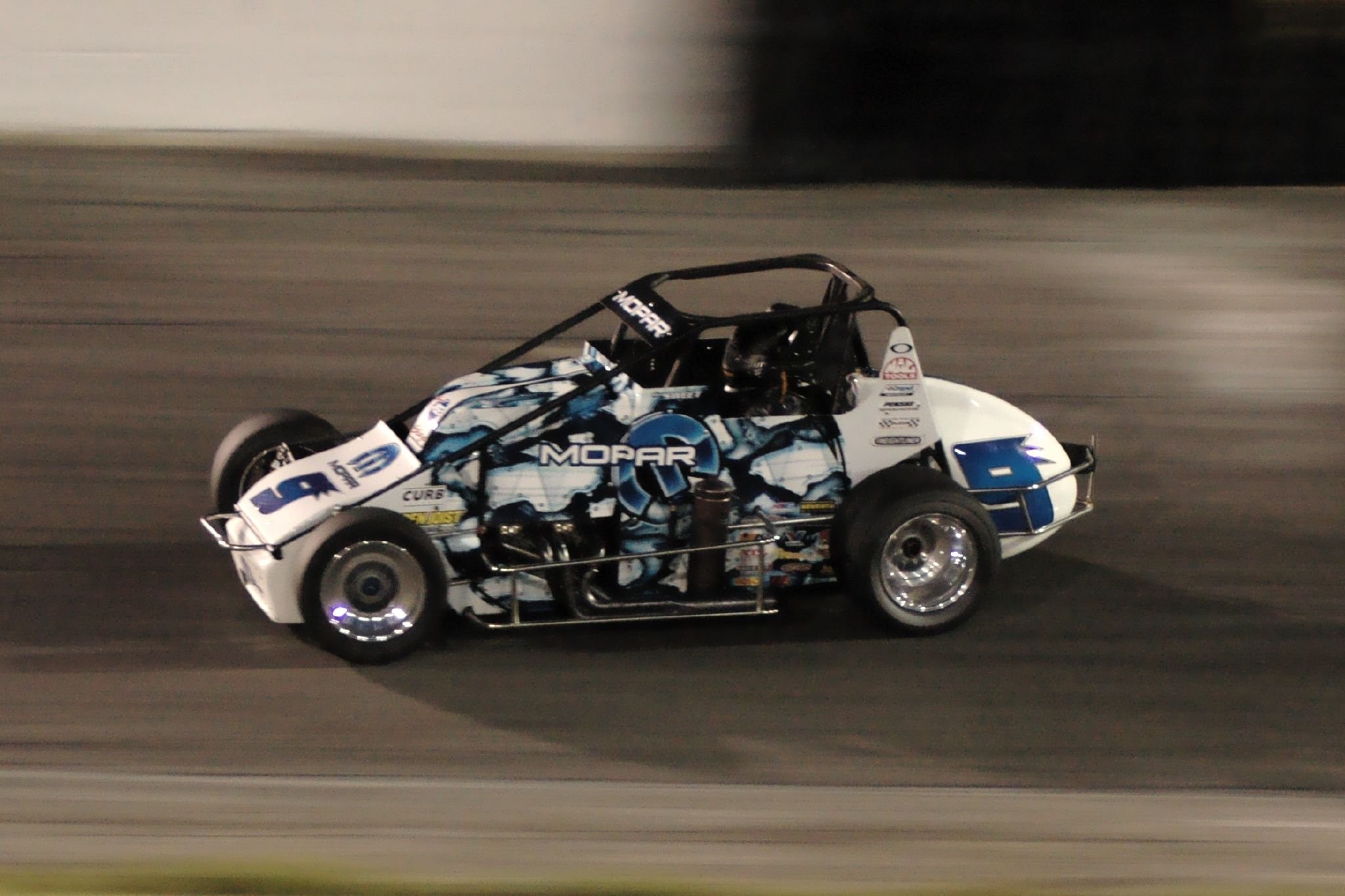
Mopar se ha involucrado en las carreras en la categoría sprint car.

Desde 1996, MOPAR patrocina 30 de los vehículos de Jimmy Hensley en la categoría Camping World Truck Series, de las carreras de autos NASCAR. Entre 2004 y 2007 MOPAR auspició el carro #9 conducido por Kasey Kahne en las Sprint Cup Series para la válida Bank of America 500 en la Charlotte Motor Speedway. Así mismo patrocinaron un sprint car propio.
En los Estados Unidos y Canadá, MOPAR participa en la Fórmula D. Los conductores de la Formula Drift son Samuel Hubinette para Estados Unidos, y en el Campeonato canadiense de Drift son Vanessa Ozawa, Kevin Huynh y John Yakomoto. A su vez, MOPAR auspicia al conductor de carreras de dragster's de la NHRA, Allen Johnson, en la serie Pro Stock division.[cita requerida]